# Arado Ar 234
Arado Ar 234 – niemiecki samolot bombowo-rozpoznawczy o napędzie odrzutowym, produkcji zakładów Arado Flugzeugwerke GmbH, używany przez Luftwaffe w latach 1944–1945. Pierwszy na świecie bombowiec z silnikami odrzutowymi. Jedna z ciekawszych, nowatorskich, a nawet pionierskich pod wieloma względami konstrukcji lotniczych okresu II wojny światowej.

## Historia
Na początku wojny szybkie sukcesy odnoszone przez III Rzeszę nie skłaniały do prac nad samolotami rozpoznawczymi o napędzie odrzutowym. Dodatkowo małe zainteresowanie tymi problemami wykazywali stojący na czele Luftwaffe Ernst Udet i Hermann Göring. Ten kierunek badań nabrał impetu dzięki E. Milchowi. Pierwsze projekty maszyny o nazwie kodowej E370 stworzone pod kierunkiem dyrektora firmy Arado profesora Waltera Blume, który kierował zespołem w skład którego wchodzili m.in. inż. Hans Rabeski, Hugo Wenzel, Franz Mayer i Rüdiger Kosin, powstały na początku 1941. Konstrukcja ta była odpowiedzią na złożone przez Ministerstwo Lotnictwa Rzeszy zapotrzebowanie na szybki samolot rozpoznawczy. Początkowo, ze względu na wymagany zasięg rzędu 2150 km, próbowano zmniejszyć masę maszyny poprzez zastosowanie odrzucanego podwozia, które miało postać trójkołowego wózka ze sterowanym z kabiny pilota kołem przednim i kołami głównymi wyposażonymi w hamulce hydrauliczne. Cały zespół podwozia miał być odrzucany po starcie i opadać na pięciu spadochronach. Lądowanie maszyny miało odbywać się na specjalnych płozach umieszczonych pod kadłubem i silnikami, chroniących jednocześnie jednostki napędowe przed uszkodzeniem.
Zakładano, że samolot miał latać z prędkością 780 km/h, osiągać pułap operacyjny 11 000 m i maksymalny zasięg rzędu 2000 km. Ostatecznie zasięg maszyny był nieco niższy niż planowany, ale i tak satysfakcjonował ministerstwo na tyle, że zamówiono dwa prototypy oznaczone kodem Ar 234 V1 i Ar 234 V2 (V od niem. Versuchs – prototyp).
Obie maszyny ukończono do końca 1941 roku, ale silniki typu Jumo 004 mające napędzać samolot nie były jeszcze gotowe. Pomimo tego RLM złożyło zamówienie na budowę dwudziestu prototypów. Ostatecznie pierwszą parę silników zamontowano w pierwszym prototypie w lutym 1943 roku, co umożliwiło wykonanie testów statycznych i kołowania po płycie lotniska.
Pierwsze silniki przeznaczone do testów w locie dostarczono do wytwórni Arado późną wiosną tego samego roku, co umożliwiło oblatanie pierwszego prototypu Ar 234 V1 30 lipca 1943 roku. Pierwszymi pilotami testującymi prototypy byli por. Sommer i por. Goetz. Próby przebiegły pomyślnie, z wyjątkiem testów odrzucanego podwozia, które ze względu na awarie spadochronów, uległo zniszczeniu. W sierpniu firma Arado posiadała już cztery maszyny prototypowe zdolne do lotów. 1 października 1943 r. został rozbity drugi prototyp, a pilot H. Selle zginął. Do projektu dołączono kolejnych pilotów-oblatywaczy Waltera Krögera i Ubbo Jansena.
Jeszcze przed wykonaniem oblotu samolotu, Ministerstwo Lotnictwa rozważało możliwość przebudowania Ar 234 na bombowiec. Zamówiono dwa prototypy samolotu w wersji Ar 234 B nazwanej później Blitz (niem. „błyskawica”). Nazwa te nie była jednak nazwą oficjalną. Została przyjęta, gdyż samolot ten nazwał tak Adolf Hitler, obserwujący jego możliwości podczas pokazów w Rechlinie 8 czerwca 1944 r.. Na pokazach tych samolot osiągnął prędkość 820 km/h i wykazywał się w stosunku do Messerschmitta Me 262 większą zwrotnością, łatwością pilotażu i mniejszym promieniem skrętu. Ze względu na zbyt smukłą sylwetkę kadłuba maszyny, niezdolną pomieścić ładunek bomb wewnątrz, zdecydowano się na zastosowanie uchwytów na zewnątrz kadłuba. Zastosowano również klasyczne, chowane w locie podwozie, gdyż odrzucane w połączeniu z płozami do lądowania okazało się niepraktyczne. Po pierwsze, piloci musieli wykazywać się nie lada umiejętnościami akrobacyjnymi, żeby sprowadzić Ar 234 na ziemię i wylądować na płozach, niczym szybowiec, gdyż maszyna ta ważyła 5200 kg (masa własna wersji Ar 234 B-2). Poza tym, maszyna po wylądowaniu na płozach była unieruchomiona na lotnisku przez około 20 minut, do momentu powtórnego zamontowania wózka z kołami i w przypadku ewentualnego ataku lotniczego, samoloty na płozach były bardzo łatwym celem dla samolotów wroga.
Prace nad wersją bombową rozpoczęły się już po wyprodukowaniu czterech prototypów z podwoziem odrzucanym. Pierwszy prototyp samolotu bombowego oznaczony jako Ar 234 V5 został wyposażony w nowe przedprodukcyjne silniki Jumo 004B-0 o takim samym ciągu, jak seryjne Jumo 004A wynoszącym 8,2 kN, ale o 90 kilogramów lżejsze. Trzeci prototyp był wyposażony w fotel wyrzucany. Siódmy prototyp był identyczny jak piąty, a maszyny oznaczone jako Ar 234 V6 i Ar 234 V8 były projektami samolotów czterosilnikowych napędzanych jednostkami napędowymi BMW 003 o ciągu 7,85 kN. Chociaż silniki BMW 003 posiadały mniejszy ciąg niż Jumo 004B, to ich mniejsza masa powodowała, że stosunek ciągu do masy był lepszy, niż przy zastosowaniu dwóch silników Jumo (dzięki nim w samolocie wersji Ar 234C osiągnięto prędkość 874 km/h).
Różnice między prototypami V6 i V8 polegały na tym, że silniki w pierwszej z maszyn umieszczone były na skrzydłach w odstępach, a w drugiej parami we wspólnej obudowie. Zamontowanie silników parami powodowało zmniejszenie oporów aerodynamicznych konstrukcji.
Start wszystkich maszyn prototypowych odbywał się przy wspomaganiu systemem dwóch dodatkowych silników rakietowych „Rauchergerät” typu Walter 109-500 o masie 280 kg, zdolnych wygenerować ciąg 4,9 kN każdy przez czas 30 sekund. Silniki były odrzucane po starcie samolotu i lądowały na spadochronach. W przypadku awarii jednego z silników wspomagających, odrzucano oba w trybie awaryjnym w celu uniknięcia asymetrii ciągu mogącej doprowadzić do katastrofy.
Prototyp numer 9 oznaczony jako Ar 234 V9 lub Ar 234B-0 był pierwszą maszyną wyposażoną w podwozie wciągane w locie i został oblatany 10 marca 1944 roku. 17 kwietnia 1944 r. na tym prototypie wykonano pierwszy lot z podwieszonym uzbrojeniem bombowym. Ten egzemplarz stał się maszyną wzorcową do uruchomienia produkcji seryjnej.
10 czerwca 1944 r. dziesiąty prototyp (V10) został wykorzystany w pokazach najnowszego sprzętu lotniczego w Lörz k. Rechlina, gdzie w locie poziomym osiągnął prędkość 820 km/h. 27 lipca 1944 r. podczas lotu doszło do pożaru silnika i pilot Richter wyskoczył ze spadochronem. Samolot, kierowany przez pilota automatycznego, wykonał dwa kręgi i samodzielnie wylądował w przygodnym terenie. Nieugaszony pożar strawił go doszczętnie.
Prototyp jedenasty (V11) został oblatany przez Waltera Krögera w dn. 10 maja 1944 r. Na tym egzemplarzu po raz pierwszy testowano pilota automatycznego Patin PSD-11.
Prototyp dwunasty (V12) służył do testowania dodatkowych zbiorników paliwa, w trzynastym (V13) zamontowano silniki BMW 003 A-1. Prototyp czternasty (V14) służył do badania aparatury radiowej, prototypy piętnasty (V15) i szesnasty (V16) były napędzane silnikami BMW 003A-1 i przewidziane do zamontowania skośnych skrzydeł (do czego nie doszło). Prototypu dwudziestego siódmego (V27) użyto do testowania hamulców aerodynamicznych, prototypy dwudziesty szósty (V26) i trzydziesty (V30) miały zamontowany drewniany płat o profilu laminarnym.
Do grudnia 1944 r. opracowano cztery podstawowe warianty konfiguracji wyposażenia Arado Ar 234B-2, zależne od przeznaczenia, tzw. Rüstzatz:
| Typ | Wyposażenie |
| --- | --- |
| b   | Wyposażenie rozpoznawcze: dwie kamery Robot Rb 50/30 lub jedna Rb75/30 i jedna Rb 20/30 lub dwie Rb 70/30 umieszczone w tyle kadłuba i służące do wykonywania zdjęć pionowych i ukośnych |
| l   | wyposażenie bomowe: celownik bombowy Lofte 7K z oprzyrządowaniem |
| p   | pilot automatyczny Patin PDS 12 lub Patin PKS 12 |
| r   | dwa dodatkowe zbiorniki paliwa odrzucane w locie o pojemności 300 dm³ (mocowane na gondolach silnikowych)                                                                                |

W celu zwiększenia zasięgu samolotu opracowano holowany zbiornik paliwa stworzony na bazie kadłuba latającej bomby V1 oznaczony jako Schleppgerät 5041 (SG 5041). Zbiornik mieścił 1200 dm³ paliwa, miał zabudowaną pompę umożliwią przepompowanie paliwa do samolotu holującego. Po wyczerpaniu paliwa był automatycznie odczepiany od holownika i lądował na spadochronie. W samolocie Arado Ar 234 B-2 w tyle kadłuba umieszczono stanowisko dla technika obsługującego ten system. Pierwszy lot odbył się 25 lutego 1945 r. i zakończył się pomyślnie. 16 marca 1945 r. przetestowano w locie nowy zespół oznaczony jako SG 5041/V2. Rozwiązania tego nie wykorzystano w maszynach bojowych.
Konstruktorzy opracowali dodatkowe wersje rozwojone samolotu Arado Ar 234:
- Ar 234C-1 – wersja rozpoznawcza, wyposażona w zestaw kamer jak w Ar 234A-2 oraz uzbrojenie strzeleckie zamontowane pod kadłubem,
- Ar 234C-2 – wersja bombowa, bez uzbrojenia strzeleckiego,
- Ar 234 C-3 – wersja wielozadaniowa, posiadająca stałe uzbrojenie strzeleckie, a w zależności od użytych modułów dostosowana do roli samolotu szturmowego, bombowego lub myśliwca nocnego,
- Ar 234C-4 – wersja rozpoznawcza, wyposażona w silniki BMW 003C,
- Ar 234C-5 – dwumiejscowy samolot bombowy,
- Ar 234C-6 – dwumiejscowy samolot rozpoznawczy,
- Ar 234C-7 – nocny myśliwiec z silnikami Heinkel-Hirth HeS011, uzbrojony w działko MG 151/20 kal. 20 mm i w dwa działka MK 108 kal. 30 mm w zasobniku podkadłubowym,
- Ar 234C-8 – wersja bombowa z silnikami Junkers Jumo 004D.
- Ar 234D-1 – dwuosobowa wersja rozpoznawcza, wyposażona w silniki Heinkel-Hirth HeS011,
- Ar 234D-2 – dwuosobowa wersja bombowa, wyposażona w silniki Heinkel-Hirth HeS011,
- Ar 234F – dwuosobowy samolot, wyposażony w 4 silniki Heinkel-Hirth HeS011,
- Ar 234P – dwuosobowy nocny myśliwiec z przedłużonym kadłubem oraz zamontowanym radarem typu Bremen,
- Ar 234P-1 – dwuosobowy nocny myśliwiec, wyposażony w silniki BMW 003A, uzbrojony w działko MK 108 kal. 30 mm oraz działko MG 151/20 kal. 20 mm,
- Ar 234P-3 – dwuosobowy nocny myśliwiec, wyposażony w silniki Heinkel-Hirth HeS011, uzbrojony w dwa działka MK 108 kal. 30 mm oraz dwa MG 151/20 kal. 20 mm,
- Ar 234P-4 – dwuosobowy nocny myśliwiec, wyposażony w silniki Junkers Jumo 004, uzbrojony jak wersja Ar 234P-3,
- Ar 234P-5 – wersja Ar 234P-3 wyposażona dodatkowo w dwa działka Mk 108 strzelające ukośnie w górę (Schräge Musik),
- Ar 234P-7 – dwuosobowy nocny myśliwiec, wyposażony w radar zamontowany w kolistej osłonie na kadłubie.

Samoloty Arado Ar 234 produkowano początkowo w zakładach Brandenburg nad Hawelą. Na skutek nalotów przeniesiono ją do Neubrandenburga, a następnie do Alt-Lönewitz. Kolejne naloty alianckiego lotnictwa wymusiły rozdzielenie produkcji pomiędzy mniejsze zakłady, rozrzucone po terenie całych Niemiec. Pomimo tych problemów łącznie zbudowano 238 egzemplarzy samolotu. W liczbie tej znalazły się 32 prototypy (również wersje czterosilnikowe), 20 egzemplarzy serii próbnej (produkcja od maja 1944 roku) oraz 186 samolotów wersji bojowej oznaczone jako Ar 234B-2. W końcowej fazie produkcji znajdowało się również 14 egzemplarzy samolotu wielozadaniowego Arado Ar 234C-3 z 4 silnikami BMW 003 jeden egzemplarz Arado Ar 234C-1, jednak nie zdążono ich ukończyć przed kapitulacją III Rzeszy. Niemcy przewidywali również stworzenie wersji Arado Ar 234 jako samolotu-matki dla pocisku odrzutowego V1. W wersji tej samolot miał przewozić V1 na swoim grzbiecie i odczepiać w odpowiedniej odległości od celu. Bojowo użyto 195 samolotów.
Kiedy koniec wojny zbliżał się dużymi krokami, jednostki posiadające Ar 234 dostały rozkaz ich zniszczenia. Miało to zapobiec dostaniu się tak obiecującej i przełomowej konstrukcji w ręce wroga. Pomimo to, aliantom udało się przejąć część nieuszkodzonych egzemplarzy, a szczególnie owocne było zajęcie norweskiego lotniska Stavanger-Sola. Zdobyczne egzemplarze Arado trafiły do Wielkiej Brytanii, USA, Związku Radzieckiego, prawdopodobnie także do Francji. Rozwiązania konstrukcyjne zastosowane w nowatorskich i wyprzedzające ówczesny poziom rozwoju techniki niemieckich samolotach stały się wzorem przy projektowaniu nowych typów samolotów odrzutowych w tych krajach. Szczególną uwagę aliantów poza konstrukcją zwróciło wyposażenie Ar 234, a przede wszystkim: silniki Junkers Jumo 004B-1, spadochron hamujący i celowniki peryskopowe RF2C.

## Zastosowanie bojowe
Pierwszym zastosowaniem bojowym Arado Ar 234 były loty zwiadowcze nad Wielką Brytanią i Francją w lipcu 1944 roku (wykorzystywano do tego prototypy). We wrześniu 1944 roku na lotnisku Rheine utworzono Kommando Sperling, pierwszą jednostkę rozpoznawczą wyposażoną w cztery przebudowane samoloty prototypowe; kolejną było Kommando Hecht stacjonujące w Biblis k. Worms, uzbrojone już w seryjne Arado Ar 234B-2. W listopadzie i grudniu 1944 roku wykonywały one liczne loty rozpoznawcze związane z przygotowaniami do niemieckiej kontrofensywy w Ardenach. Jednostka z Rheine do 1 listopada 1944 r. wykonała 24 loty rozpoznawcze w poszukiwaniu alianckich sił desantowych mających potencjalnie lądować w Holandii.
Na początku 1945 roku dalsze eskadry (1/F/33, 1/F/100 oraz 1/F/123) przezbrojono w samoloty Arado (tylko po kilka sztuk w każdej), działały one na froncie włoskim, nad Bawarią i Austrią. Jednostka stacjonująca w Stavanger w Norwegii (1/F/5) wykonywała loty zwiadowcze nad Morzem Północnym i Wielką Brytanią. W drugiej połowie 1944 roku w samoloty Arado Ar 234B-2 wyposażono pułk bombowy KG76, po raz pierwszy użyto ich bojowo w grudniu 1944 roku, podczas kilkakrotnego bombardowania miasta Liège w Belgii, później, w marcu 1945 roku atakując alianckie siły pancerne koło Düren (zachodnie Niemcy) oraz 17 marca 1945 roku zdobyty przez wojska alianckie most na Renie w miejscowości Remagen zrzucając na niego bomby o wadze 1 tony. 10 kwietnia 1945 r. Ar 234 B-1, po starcie z Stavanger, wykonał ostatni lot rozpoznawczy nad Wielką Brytanią.
Ciekawy epizod miał miejsce w czasie ataków na siły pancerne koło Düren. 2 marca 1945 r. do jednego z ataków wysłano Ar 234 osłaniane przez 71 myśliwców Messerschmitt Bf 109G z pułku JG 27 kpt. D.J. Reid. Tak duże zgrupowanie zostało zaatakowane przez myśliwce Spitfire Mk XVI i Tempest Mk V. Zostały wówczas zestrzelone dwa samoloty Ar 234 pilotowane przez poruczników Starka i Rogele, obaj piloci zginęli.
Próbowano również dostosować Arado Ar 234 do roli nocnego myśliwca, m.in. wyposażając go w radar, stanowisko operatora radaru i podwieszane uzbrojenie strzeleckie (wersja Ar 234B-2/N nazywana potocznie „Słowikiem”); załogom czterech tak zmodyfikowanych maszyn nie udało się jednak osiągnąć żadnych zestrzeleń w okresie od grudnia 1944 roku do końca wojny. 25 kwietnia 1945 r. doszło do ostatniego zestrzelania Ar 234 w powietrzu. Ostatni Arado zniszczony został na lotnisku Holm przez Spitfire'a z 350. dywizjonu belgijskiego RAF.
Dzięki swoim osiągom, zwłaszcza prędkości, Arado Ar 234 były do końca 1944 roku trudnymi do zestrzelenia przez alianckie myśliwce. Od 1945 r., kiedy na niebie pojawiało się coraz więcej samolotów typu Hawker Tempest czy P-47 Thunderbolt (osiągały one prędkość w okolicach 700 km/h) i piloci zaczęli wykorzystywać element zaskoczenia przy niespodziewanym spotkaniu, sukcesów w zestrzeliwaniu Ar 234 trafiało się więcej.

## Opis konstrukcji
Arado Ar 234B-2 – wersja produkowana seryjnie, był jednomiejscowym samolotem w układzie grzbietopłata, napędzanym dwoma turbinowymi silnikami odrzutowymi. Konstrukcja samonośna, całkowicie metalowa (blacha duralowa); trójpodporowe podwozie z kołem przednim, wciągane w locie.
Płat jednoczęściowy, obrys skrzydeł trapezowaty z zaokrąglonymi końcówkami. Kabina pilota typu ciśnieniowego, konstrukcja z kroplową osłoną ze szkła organicznego zapewniającą doskonałą widoczność, zwłaszcza do przodu; w górnej części właz pilota, z możliwością awaryjnego odrzucania. Kabina wyposażona była w instalację tlenową, wykorzystywaną przy lotach na wysokości powyżej 4500 m; niektóre egzemplarze miały zamontowane fotele wyrzucane (fotel katapultowany) i system automatycznego pilota.
Kadłub był zbudowany z 20 wręg i łączących je podłużnic. Za kabiną mieściła się komora koła przedniego. W przedniej i środkowej części kadłuba ulokowano dwa samouszczelniające się po przebiciu zbiorniki paliwa o pojemność 1800 dm³ – przedni i 2000 dm³ – tylny (dodatkowo, na zaczepach pod gondolami silnika można było mocować odrzucane zbiorniki paliwa o pojemności 300 dm³ każdy); pomiędzy zbiornikami znajdowała się komora podwozia głównego. Z tyłu znajdował się zestaw kamer, służących do wykonywania zdjęć lotniczych: pionowych i skośnych, lub (w wersji nocnej) radar i fotel operatora radaru. Na samym końcu znajdował się spadochron hamujący, służący do skrócenia dobiegu (250 m, bez spadochronu 380 m). statecznik pionowy stanowił całość z kadłubem, wolnonośne usterzenie poziome było wyposażone w klapki wyważające. Napęd sterów był mechaniczny, za pomocą popychaczy.
Napęd był złożony z dwóch silników turbinowych Junkers Jumo 004B-1 wyposażonych w ośmiostopniową sprężarkę osiową, 6-komorowy przedział spalania oraz niechłodzoną turbinę. Silnik generował ciąg o mocy 8,83 kN na poziomie morza oraz 6,54 kN na wysokości 7000 m. Przy starcie wykorzystywano również dwa dodatkowe odrzucane silniki rakietowe Walter HWK 109-500 A-1 o ciągu 4,9 kN każdy.
Instalacja radiowa składała się z radiostacji nadawczo-odbiorczej, radionamiernika, urządzenia radionawigacyjnego FuG 125 Hermine służącego do współpracy z naziemnymi radiolatarniami oraz systemu identyfikacji „swój-obcy” FuG 25a.
Uzbrojenie bombowe mogły stanowić bomby o łącznym wagomiarze 1500 kg, podczepiane na wyrzutnikach pod kadłubem lub pod gondolami silników (w drugim przypadku zamiast dodatkowych zbiorników paliwa). Samolot w podstawowej wersji pozbawiony był uzbrojenia strzeleckiego.

## Galeria

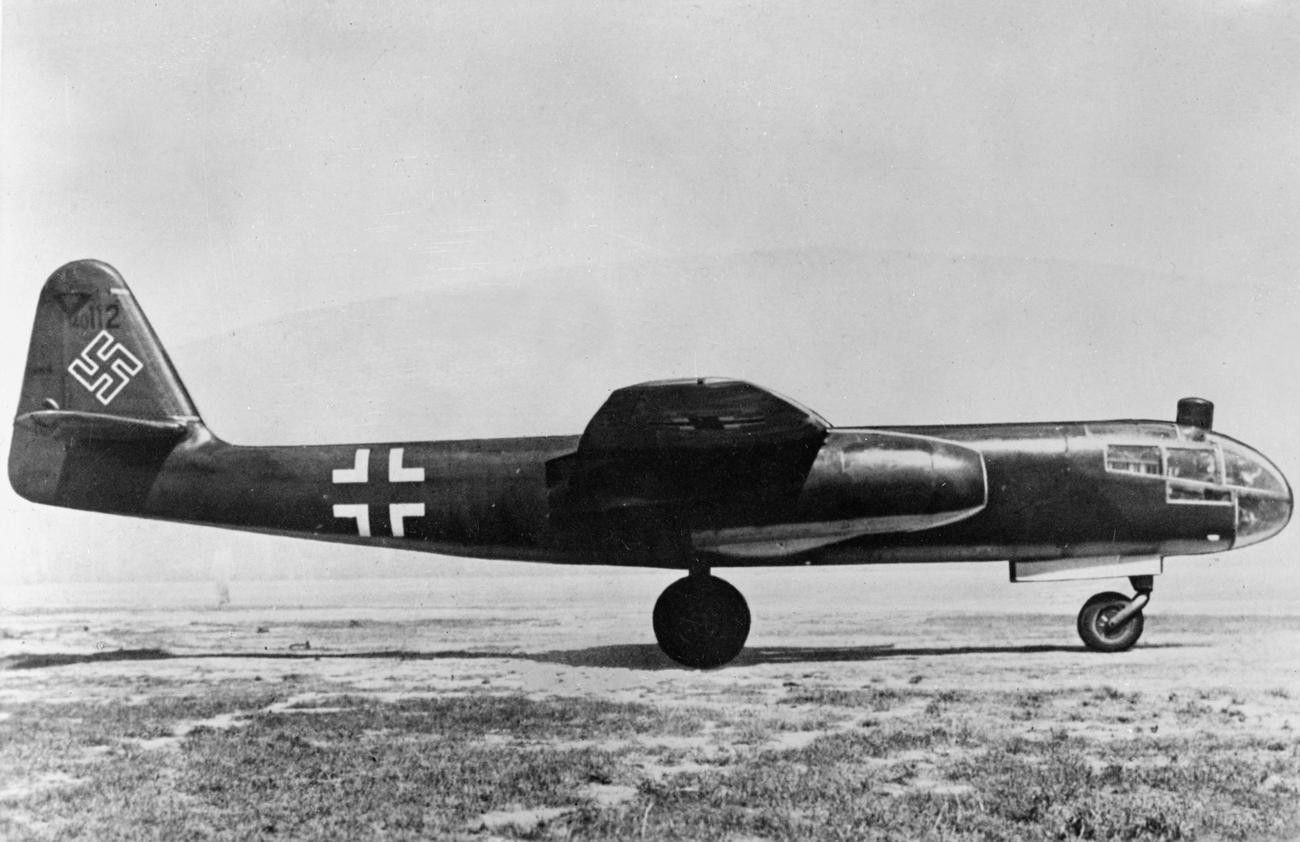
Arado Ar 234 B-2
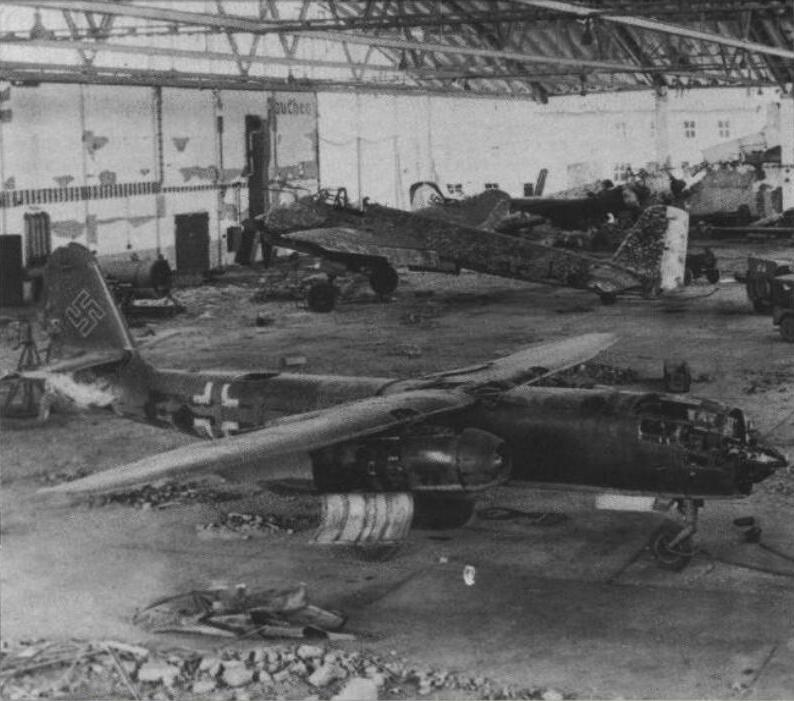
Uszkodzony Arado Ar 234B w hangarze lotniska Manching
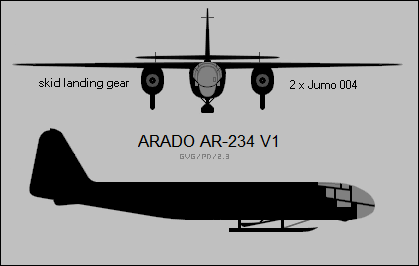
Pierwszy prototyp
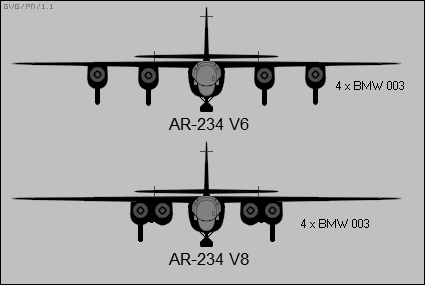
Różne konfiguracje silników
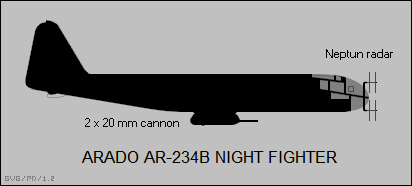
Arado Ar 234B w wersji nocnego myśliwca
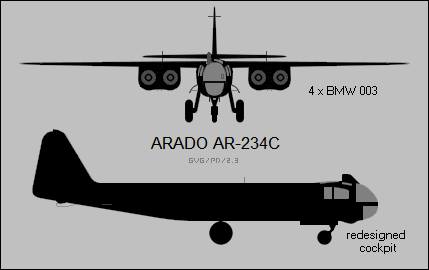
Arado Ar 234C
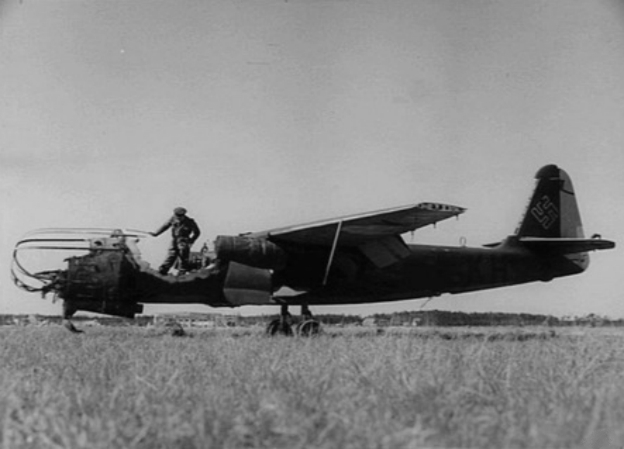
Wrak Arado Ar 234 na lotnisku Rheine, kwiecień 1945 r.
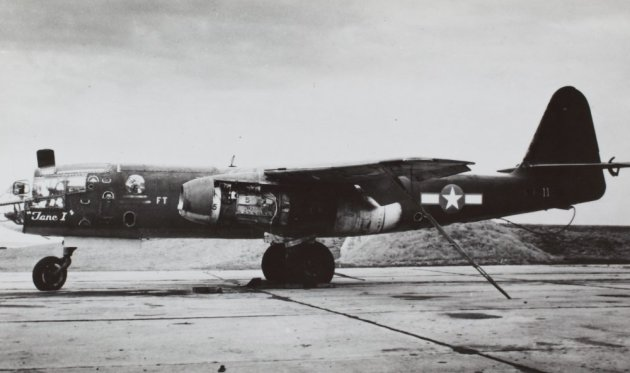
Zdobyty Arado Ar 234 wykorzystywano do testów w USA
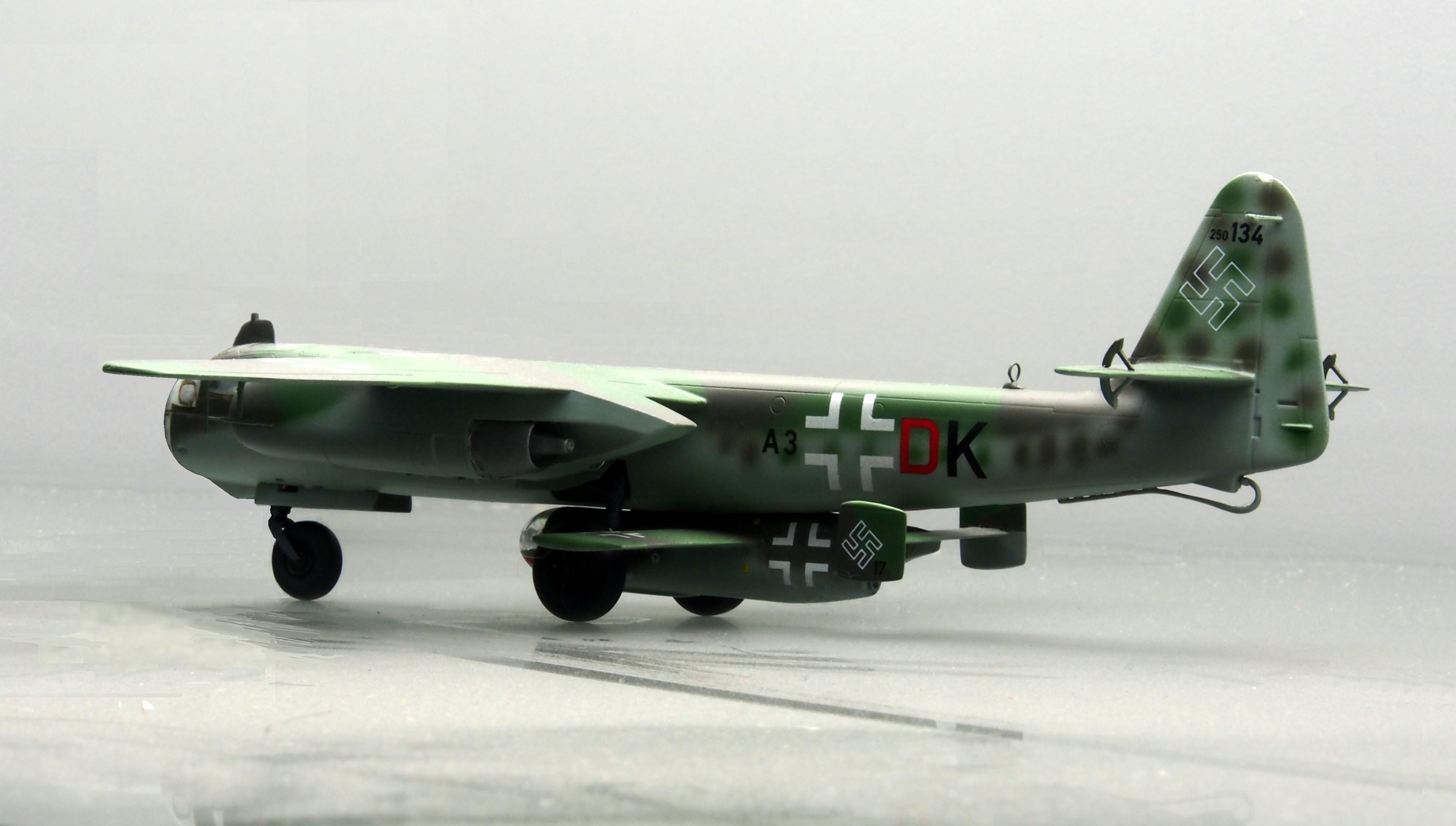
Model Arado Ar 234 z pociskiem Arado E.381
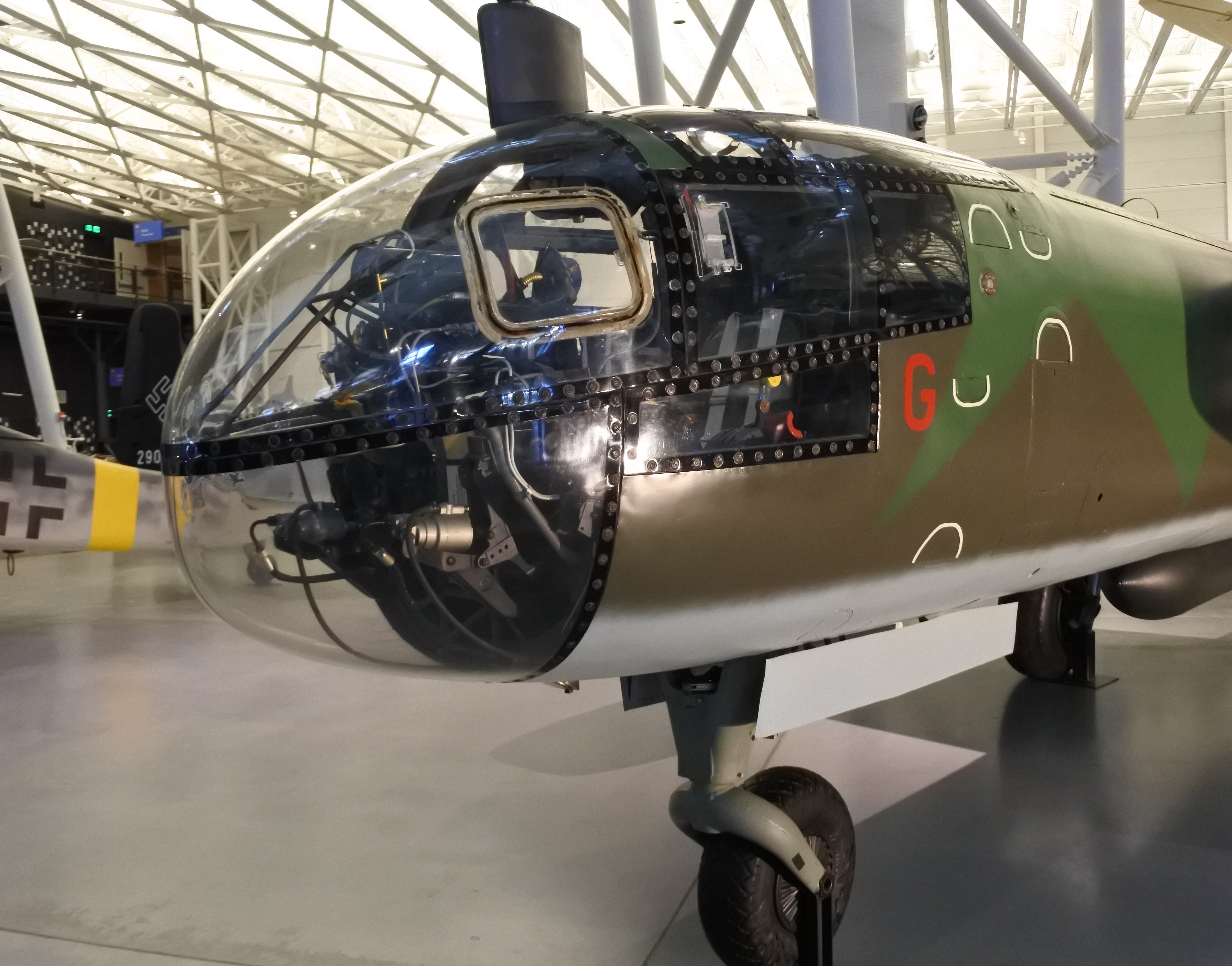
Przód Arado Ar 234 B-2
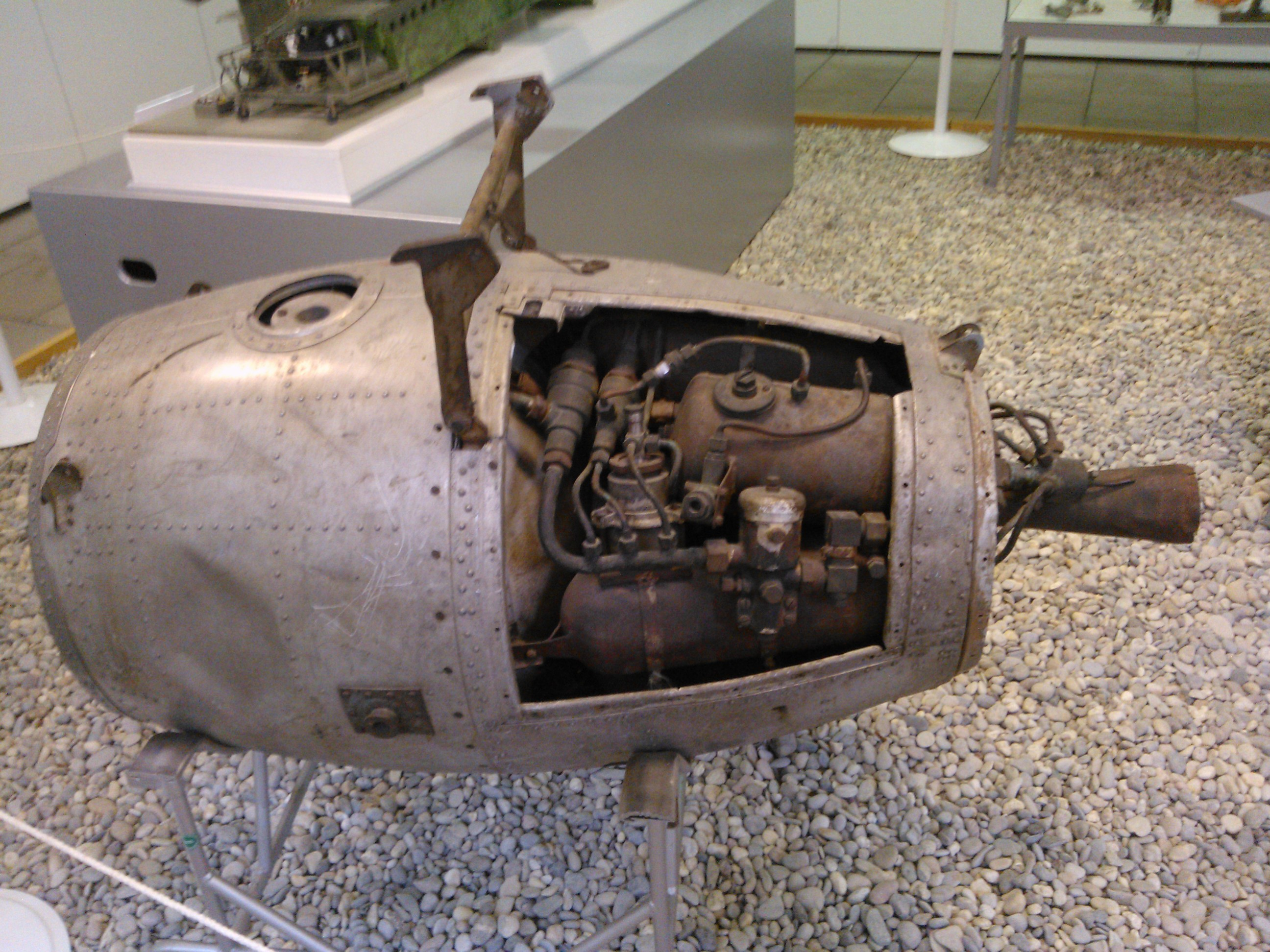
Silnik pomocniczy Walter HWK 109-500